# Довге Поле (Словаччина)
Длге Поле (словац. Dlhé Pole) — село, громада округу Жиліна, Жилінський край, регіон Горне Поважіє. Кадастрова площа громади — 41,03 км². Протікає річка Длгополка.
Населення 1906 осіб (станом на 31 грудня 2017 року).

## Історія
Длге Поле згадується 1320 року.

## Населення
| Рік:            | 1994. | 2004.   | 2014.   | 2024.   |
| --------------- | ----- | ------- | ------- | ------- |
| Кількість осіб: | 2157  | 2039    | 1934    | 1939    |
| Різниця:        |       | -5,47 % | -5,14 % | +0,25 % |

| Рік:            | 2023. | 2024.   |
| --------------- | ----- | ------- |
| Кількість осіб: | 1921  | 1939    |
| Різниця:        |       | +0,93 % |

## Уродженці
- Штефан Гашік (1898—1985) — словацький та чехословацький політик, чиновник Глінкової партії.